# Công Tôn Hỉ
Công Tôn Hỉ (giản thể: 公孙喜; phồn thể: 公孫喜; bính âm: Gongsun Xi; ? – 293 TCN), còn gọi là Tê Vũ (tiếng Trung: 犀武), là tướng lĩnh nước Ngụy thời Chiến Quốc trong lịch sử Trung Quốc. Không rõ Công Tôn Hỉ mang họ Công Tôn hay là một thành viên thuộc vương tộc của nước Ngụy.

## Cuộc đời
Năm 305 TCN, Sở Hoài vương nghe theo tướng Trương Nghi, liên hoành với nước Tần, phản bội lại đồng minh hợp tung là nước Tề. Năm 303 TCN, nước Tề liên minh với hai nước Hàn, Ngụy cất quân báo thù. Nước Sở cầu viện nước Tần, cho thái tử Hoành sang Tần làm con tin. Tần Chiêu Tương vương phái Khách khanh Thông cầm quân cứu viện, buộc liên quân rút lui. Năm 302 TCN, thái tử Hoành giết quan lại nước Tần, đào tẩu về nước. Tề Tuyên vương cho người liên minh với Tần, cùng Hàn, Ngụy đánh Phương Thành của Sở. Tần phái Thứ trưởng Hoán, Tề phái Khuông Chương, Ngụy phái Công Tôn Hỉ, Hàn phái Bạo Diên cầm quân, đánh bại quân Sở do Đường Muội chỉ huy ở Trọng Khâu và Thùy Sa, chém Đường Muội.
Năm 295 TCN, Tần Chiêu Tương vương phái Tả thứ trưởng Bạch Khởi đánh chiếm Tân Thành của nước Hàn. Năm 294 TCN, Hàn Ly vương liên minh với Ngụy Chiêu vương để đánh Tần. Liên quân Hàn – Ngụy lấy Công Tôn Hỉ làm chủ soái, đóng quân ở Y Khuyết. Chủ soái quân Tần là Tả canh Bạch Khởi thấy quân hai nước Hàn, Ngụy đều muốn bảo lưu thực lực, không muốn làm tiên phong, bèn cho quân nghi binh đánh quân Hàn, lại tập trung tiêu diệt quân Ngụy. Liên quân tan tác, chủ soái Công Tôn Hỉ bị bắt, sau đó bị hành quyết. Quân Tần thừa thắng đánh chiếm 5 thành.

## Trong văn hóa
Trong tiểu thuyết Đông Chu liệt quốc chí, Công Tôn Hỉ xuất hiện ở hồi 94, là tướng lĩnh nước Hàn, chỉ huy liên quân Hàn – Ngụy, bị Bạch Khởi đánh bại và giết chết tại Y Khuyết.